# Roemeens voetbalkampioenschap 2005/06
2005/06 was het 68ste seizoen van de Divizia A en het 88ste kampioenschap van Roemenië. Het was tevens het laatste seizoen van de Divizia A, die vanaf het volgende seizoen vervangen werd door de Liga 1.

## Eindstand
| Plaats | Team                           | Wed. | W  | G  | V  | Doelpunten | Verschil | Ptn |
| ------ | ------------------------------ | ---- | -- | -- | -- | ---------- | -------- | --- |
| 1      | Steaua Boekarest (K)           | 30   | 19 | 7  | 4  | 49 : 16    | +33      | 64  |
| 2      | Rapid Boekarest                | 30   | 17 | 8  | 5  | 47 : 23    | +24      | 59  |
| 3      | Dinamo Boekarest (B)           | 30   | 17 | 5  | 8  | 56 : 32    | +24      | 56  |
| 4      | Sportul Studențesc Boekarest 1 | 30   | 17 | 5  | 8  | 54 : 35    | +19      | 56  |
| 5      | CFR Cluj                       | 30   | 14 | 8  | 8  | 36 : 27    | +09      | 50  |
| 6      | National Boekarest             | 30   | 13 | 7  | 10 | 32 : 37    | −05      | 46  |
| 7      | FC Farul Constanța             | 30   | 14 | 3  | 13 | 39 : 38    | +01      | 45  |
| 8      | FCU Politehnica Timișoara      | 30   | 10 | 10 | 10 | 34 : 31    | +03      | 40  |
| 9      | Oțelul Galați                  | 30   | 10 | 9  | 11 | 35 : 37    | −02      | 39  |
| 10     | Gloria Bistrița                | 30   | 11 | 6  | 13 | 27 : 34    | −07      | 39  |
| 11     | Politehnica Iași               | 30   | 11 | 6  | 13 | 28 : 31    | −03      | 39  |
| 12     | FC Argeș Pitești 2             | 30   | 8  | 8  | 14 | 27 : 37    | −10      | 32  |
| 13     | Jiul Petroșani (N)             | 30   | 7  | 9  | 14 | 28 : 39    | −11      | 32  |
| 14     | FC Vaslui (N)                  | 30   | 6  | 11 | 13 | 23 : 37    | −14      | 29  |
| 15     | Pandurii Târgu Jiu (N) 1       | 30   | 6  | 7  | 17 | 22 : 44    | −22      | 25  |
| 16     | FCM Bacău                      | 30   | 3  | 5  | 22 | 16 : 55    | −39      | 14  |

1 Sportul Studențesc Boekarest kreeg na het seizoen geen licentie omdat het een belastingschuld had van 300.000 euro. Daardoor bleef Pandurii Târgu Jiu in de Divizia A.
2  FC Argeș Pitești speelde zijn thuiswedstrijden in Mioveni.
| Kampioen                    |
| Bekerwinnaar                |
| Deelname UEFA Cup           |
| Deelname UEFA Intertoto Cup |
| Degradatie                  |

### Topschutters
| Naam                     | Club                                      | Goals |
| ------------------------ | ----------------------------------------- | ----- |
| Ionuț Costinel Mazilu    | Sportul Studențesc Boekarest              | 22    |
| Nicolae Marius Dică      | Steaua Boekarest                          | 15    |
| Viorel Dinu Moldovan     | FCU Politehnica Timișoara Rapid Boekarest | 14    |
| Tiberiu Gabriel Bălan    | Sportul Studențesc Boekarest              | 12    |
| Claudiu Iulian Niculescu | Dinamo Boekarest                          | 12    |

Divizia A:
1909/10 · 
1910/11 · 
1911/12 · 
1912/13 · 
1913/14 · 
1914/15 · 
1915/16 · 
1919/20 · 
1920/21 · 
1921/22 · 
1922/23 · 
1923/24 · 
1924/25 · 
1925/26 · 
1926/27 · 
1927/28 · 
1928/29 · 
1929/30 · 
1930/31 · 
1931/32 · 
1932/33 · 
1933/34 · 
1934/35 · 
1935/36 · 
1936/37 · 
1937/38 · 
1938/39 ·
1939/40 · 
1940/41 · 
1946/47 · 
1947/48 · 
1948/49 · 
1950 · 
1951 · 
1952 · 
1953 · 
1954 · 
1955 · 
1956 · 
1957/58 · 
1958/59 · 
1959/60 · 
1960/61 · 
1961/62 · 
1962/63 · 
1963/64 · 
1964/65 · 
1965/66 · 
1966/67 · 
1967/68 · 
1968/69 · 
1969/70 · 
1970/71 · 
1971/72 · 
1972/73 · 
1973/74 · 
1974/75 · 
1975/76 · 
1976/77 · 
1977/78 · 
1978/79 · 
1979/80 · 
1980/81 · 
1981/82 · 
1982/83 · 
1983/84 · 
1984/85 · 
1985/86 · 
1986/87 · 
1987/88 · 
1988/89 · 
1989/90 · 
1990/91 · 
1991/92 · 
1992/93 ·
1993/94 · 
1994/95 · 
1995/96 · 
1996/97 · 
1997/98 · 
1998/99 · 
1999/00 · 
2000/01 · 
2001/02 ·
2002/03 · 
2003/04 ·
2004/05 · 
2005/06

Liga 1:
2006/07 · 
2007/08 ·
2008/09 ·
2009/10 · 
2010/11 ·
2011/12 ·
2012/13 ·
2013/14 ·
2014/15 ·
2015/16 ·
2016/17 ·
2017/18 ·
2018/19 ·
2019/20 ·
2020/21